# Diplocephalus graecus
Diplocephalus graecus är en spindelart som först beskrevs av O. Pickard-Cambridge 1872.  Diplocephalus graecus ingår i släktet Diplocephalus och familjen täckvävarspindlar. Inga underarter finns listade i Catalogue of Life.